# 選擇性執法
在法律上，当警察、檢察官等政府官员行使执法自由裁量权时，就会出现选择性执法，即选择是否行使或如何惩罚违法者的权力。執法者會有偏见地行使执法自由裁量权，例如基于种族偏见或是腐败因素。通常選擇性執法被认为是一种法律滥用行為和对法治的威胁。
在某些情况下，选择性执法可能是可取的。例如，对青少年进行口头警告可以有效地改变他们的行为，此時可以不需要對他們诉诸法律惩罚，而且还可以减少政府的法律费用。在其他情况下，选择性执法可能是不可避免的。例如，要警察向他们所看到的每一个超速驾驶者开出交通罰單可能是不切实际的，因此警察可能别无选择，只能將懲罰對象鎖定在那些最鲁莽的驾驶員身上。 